# Carmen Trandafir
Carmen Trandafir (n. 4 februarie 1975, București) este o cântăreață română, una dintre cele mai de succes soliste ale anilor 1990.
A început să cânte la vârsta de 15 ani. La 16 ani (în 1991) a câștigat premiul pentru interpretare la Festivalul de la Mamaia, iar un an mai târziu a participat la festivalul Orfeul de Aur, în Bulgaria, pe care l-a câștigat. Pe lângă Marele Premiu, Carmen Trandafir a câștigat și Premiul Presei Bulgare.

## Familia
Carmen Trandafir trăiește împreună cu comentatorul sportiv Emil Grădinescu din anul 2003, cu care s-a căsătorit oficial în anul 2011.